# Josef Streit

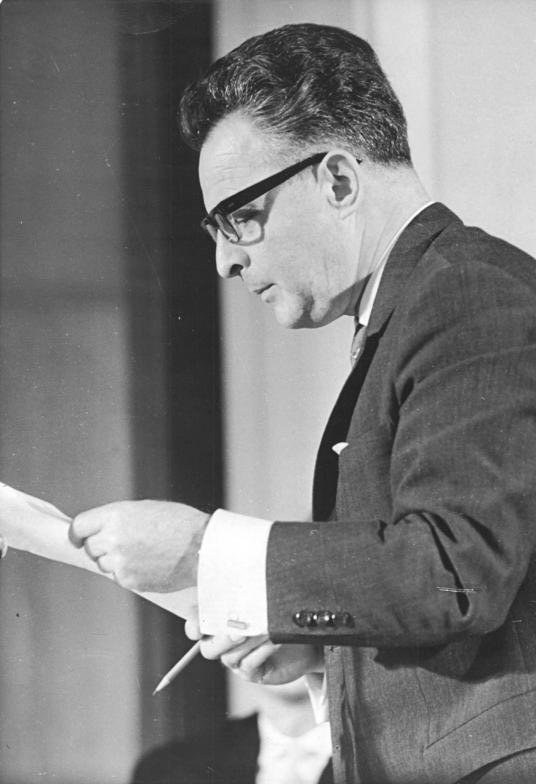
Josef Streit beim Globke-Prozess 1963

Josef Ernst Streit (* 9. Juni 1911 in Friedrichswald, Nordböhmen; † 3. Juli 1987 in Ost-Berlin) war von 1962 bis 1986 Generalstaatsanwalt der Deutschen Demokratischen Republik.

## Leben
Streit wurde als Sohn eines Glasschleifers geboren. Nach dem Besuch der Volks- und Bürgerschule in Friedrichswald erlernte er von 1925 bis 1929 den Beruf des Buchdruckers in Gablonz an der Neiße. Anschließend war er im Beruf tätig. 1925 trat er dem Kommunistischen Jugendverband der Tschechoslowakei (KJVTsch), 1930 der Kommunistischen Partei der Tschechoslowakei (KPTsch) bei. Von 1936 bis 1938 war er Vorsitzender der Kreisleitung Reichenberg des KJVTsch. Nachdem er 1930 arbeitslos geworden war, ging er für kurze Zeit in Deutschland auf Wanderschaft. Von 1930 bis 1933 sowie von 1936 bis 1938 war er wieder als Buchdrucker in Gablonz tätig.
Streit leistete als tschechoslowakischer Staatsbürger von 1933 bis 1935 seinem Wehrdienst in der tschechoslowakischen Armee. Nach der Besetzung der Sudetengebiete durch deutsche Truppen 1938 wurde er verhaftet. Ab Mai 1939 war er im KZ Dachau, später im KZ Mauthausen inhaftiert und wurde am 5. Mai 1945 dort durch US-Truppen befreit.
Nach seiner Befreiung war Streit zunächst als Angestellter im Gemeindeamt Friedrichswald (Bedřichov) tätig. Er siedelte nach Mecklenburg über, beteiligte sich dort am Aufbau der Freien Deutsche Jugend (FDJ) und trat der Kommunistischen Partei Deutschlands (KPD) bei. 1945/46 war er Instrukteur der KPD-Kreisleitung Schönberg (Mecklenburg) sowie Erster Sekretär der FDJ-Kreisleitung. Er absolvierte 1946/47 einen Volksrichterlehrgang in Schwerin und war anschließend von 1947 bis 1949 als Amtsrichter in Schönberg tätig. Nach einem Lehrgang an der Deutschen Verwaltungsakademie 1949 war er bis 1951 als Hauptreferent, als Pressereferent, als Leiter der Pressestelle des Ministeriums für Justiz sowie als Redakteur der Zeitschrift Neue Justiz tätig. 1951 wurde Streit zum Staatsanwalt bei der Obersten Staatsanwaltschaft bzw. beim Generalstaatsanwalt berufen und übte dieses Amt bis 1953 aus. 1953/54 war Instrukteur des Sektors Justiz der Abteilung Staatliche Verwaltungen des ZK der SED, von 1954 bis 1961 Sektorenleiter der Abteilung Staats- und Rechtsfragen des ZK der SED.

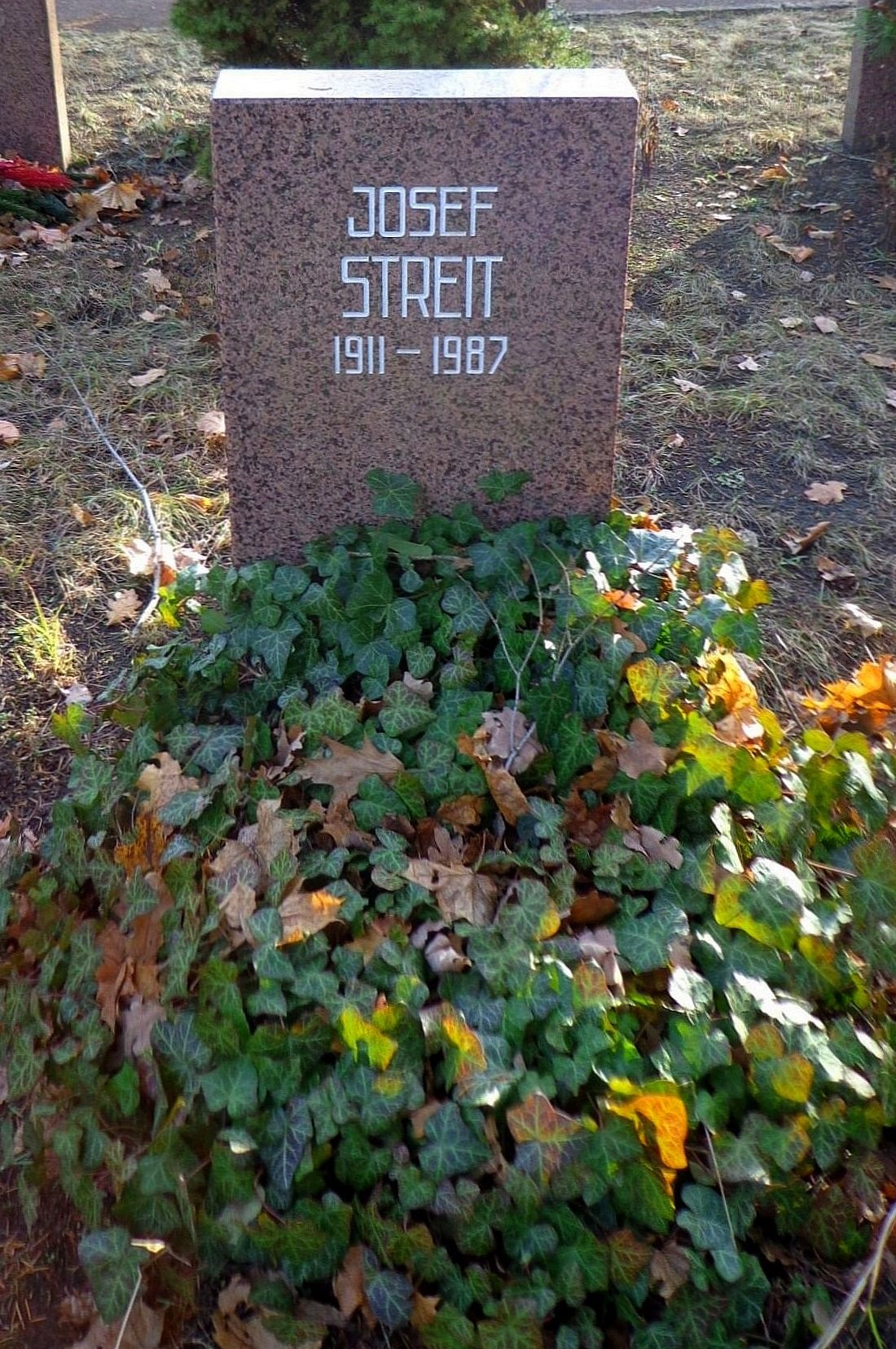
Grabstätte

Josef Streit setzte sich für eine „Strafjustiz als Hebel der gesellschaftlichen Umwälzung“ ein. 1959 fasste er dieses Ziel so zusammen:

„Die Rechtsprechung und auch die Aufsichtstätigkeit der Staatsanwaltschaft eines sozialistischen Staates dienen nicht nur dem Schutz der Gesellschaftsordnung, sondern haben im besonderen als wichtige Hebel für gesellschaftliche Umwälzung zu wirken.“

Im Januar 1962 wurde Streit als Nachfolger des verstorbenen Ernst Melsheimer zum Generalstaatsanwalt gewählt und bekleidete dieses Amt bis zu seinem Eintritt in den Ruhestand im Juni 1986. Streit war maßgeblich an der Ausarbeitung des Rechtspflegeerlasses des Staatsrats vom April 1963 beteiligt. 1965 wurde er an der Humboldt-Universität zu Berlin mit der Arbeit „Entwicklungstendenzen der Klassenjustiz in der Weimarer Republik“ zum Dr. jur. promoviert.
Von 1963 bis 1987 gehörte Streit als Mitglied dem ZK der SED sowie von 1962 bis 1987 dem Zentralvorstand der Vereinigung der Juristen der DDR (VdJ) an.
Seine Urne wurde in der Grabanlage Pergolenweg des Berliner Zentralfriedhofs Friedrichsfelde beigesetzt.

## Auszeichnungen
- Orden „Banner der Arbeit“ (1961)
- Vaterländischer Verdienstorden (VVO) in Silber (1961), in Gold (1971) sowie Ehrenspange zum VVO (1981)
- Karl-Marx-Orden (1976 und 1986)
- Dr. jur. h. c. der Friedrich-Schiller-Universität Jena

## Werke
- Vierzig Jahre politischer Mord. Berlin 1960.
- Entschleierte Justiz. Berlin 1962.
- Die Haltung der beiden deutschen Staaten zu den Nazi- und Kriegsverbrechen. Berlin 1965.
- Nur ums Strafen geht es nicht. Berlin 1976.